# Адміністративний устрій Баштанського району
Адміністративний устрій Баштанського району — адміністративно-територіальний поділ Баштанського району Миколаївської області на 1 міську та 19 сільських рад, які об'єднують 60 населених пунктів та підпорядковані Баштанській районній раді. Адміністративний центр — місто Баштанка.

## Список радБаштанського району
| №  | Назва                              | Центр                 | Населені пункти                                                                                           | Площа км² | Місце за площею | Населення (2001), чол. | Місце за населенням | Розташування |
| -- | ---------------------------------- | --------------------- | --- | --------- | --------------- | ---------------------- | ------------------- | ------------ |
| 1  | Баштанська міська рада             | м. Баштанка           | м. Баштанка с-ще Андріївка с. Зелений Яр с. Трудове с. Шевченко                                           |           |                 |                        |                     |              |
| 2  | Добренська сільська рада           | с. Добре              | с. Добре с. Новоєгорівка                                                                                  |           |                 |                        |                     |              |
| 3  | Доброкриничанська сільська рада    | с. Добра Криниця      | с. Добра Криниця с. Затишне с. Мар'янівка                                                                 |           |                 |                        |                     |              |
| 4  | Єрмолівська сільська рада          | c. Єрмолівка          | c. Єрмолівка с. Вільна Поляна с. Новоолександрівка с. Новоукраїнка с. Світлицьке                          |           |                 |                        |                     |              |
| 5  | Інгульська сільська рада           | c. Інгулка            | c. Інгулка с. Степанівка                                                                                  |           |                 |                        |                     |              |
| 6  | Кашперо-Миколаївська сільська рада | c. Кашперо-Миколаївка | c. Кашперо-Миколаївка с. Зелений Гай с. Катеринівка с. Любарка с. Новопетрівка с. Новофонтанка с. Свобода |           |                 |                        |                     |              |
| 7  | Костичівська сільська рада         | c. Костичі            | c. Костичі с. Доброкам'янка с. Лобріївка                                                                  |           |                 |                        |                     |              |
| 8  | Лук'янівська сільська рада         | c. Лук'янівка         | c. Лук'янівка с. Архангельське с. Лисянка с. Михайлівка                                                   |           |                 |                        |                     |              |
| 9  | Лоцкинська сільська рада           | c-ще Лоцкине          | c-ще Лоцкине с-ще Перемога                                                                                |           |                 |                        |                     |              |
| 10 | Мар'ївська сільська рада           | c. Мар'ївка           | c. Мар'ївка с. Виноградівка с. Нове Життя с. Новомар'ївка                                                 |           |                 |                        |                     |              |
| 11 | Новоіванівська сільська рада       | c. Новоіванівка       | c. Новоіванівка с. Київське с. Старосолдатське                                                            |           |                 |                        |                     |              |
| 12 | Новоолександрівська сільська рада  | c. Новоолександрівка  | c. Новоолександрівка                                                                                      |           |                 |                        |                     |              |
| 13 | Новопавлівська сільська рада       | c. Новопавлівка       | c. Новопавлівка с. Зелений Клин                                                                           |           |                 |                        |                     |              |
| 14 | Новосергіївська сільська рада      | c. Новосергіївка      | c. Новосергіївка с. Горожене с. Зелений Гай с. Новогорожене с. Тарасівка                                  |           |                 |                        |                     |              |
| 15 | Пісківська сільська рада           | c. Піски              | c. Піски с. Костянтинівка                                                                                 |           |                 |                        |                     |              |
| 16 | Плющівська сільська рада           | c. Плющівка           | c. Плющівка с. Новогеоргіївка с. Одрадне с. Шляхове                                                       |           |                 |                        |                     |              |
| 17 | Привільненська сільська рада       | c. Привільне          | c. Привільне с. Новобірзулівка                                                                            |           |                 |                        |                     |              |
| 18 | Старогороженська сільська рада     | c. Старогорожене      | c. Старогорожене                                                                                          |           |                 |                        |                     |              |
| 19 | Христофорівська сільська рада      | c. Христофорівка      | с. Христофорівка                                                                                          |           |                 |                        |                     |              |
| 20 | Явкинська сільська рада            | c. Явкине             | с. Явкине с. Сухий Став                                                                                   |           |                 |                        |                     |              |

* Примітки: м. — місто, с-ще — селище, смт — селище міського типу, с. — село